# Szahába
A szahába (arabul صحابة – ṣaḥāba) Mohamed próféta kortársai és követői, az első muszlimok arab elnevezése. Egyes száma szahábí (صحابي – ṣaḥābī). Szokás al-aszháb al-kirám, (الأصحاب الكرام – al-aṣḥāb al-kirām) azaz „kegyes kortársak” néven is hivatkozni rájuk.
Szahábínak tekintünk minden olyan muszlimot, aki életében legalább egyszer látta Mohamed prófétát prófétai missziója során, a maga fizikai valójában. Számukat 110.000 főre teszik. Nevük említése után a muszlimok gyakorta rövid imaformulát mondanak értük: ennek szövege férfi kortárs esetén „radija l-láhu anhu” (رضي الله عنه – raḍiya l-lāhu ʿanhu), női kortárs esetén: „radija l-láhu anhá” (رضي الله عنها – raḍiya l-lāhu ʿanhā). A fohász jelentése: „Isten legyen vele elégedett!” A szahábán belül kiemelkedő szerepe van Mohamed családjának, őket az ahl al-bajt (a ház népe) néven illetik.
A szahábíkat megtérésük sorrendjében szokás rangsorolni, így a legmagasabb rangon azok állnak, akik leghamarabb tértek meg (Abu Bakr és/vagy Alí, a nők között Hadídzsa), a legalacsonyabbon pedig azok, akik az uhudi csata után lettek muszlimok. A szahábíkat két csoportja oszthatjuk: a mekkai kivándorlók (muhádzsirok) és medinai segítőik (anszár).
A szahábík 90%-a a próféta halála után elhagyták az Arab-félszigetet és az iszlám terjesztésének szentelte életét. A szahábík generációját a tábiún, azaz a „követők” generációja váltotta fel, őket pedig a tábiú t-tábiín, azaz „a követők követői”. A követők generációjához az tartozik (mint például Abú Hanífa), aki már ugyan nem látta Mohamed prófétát, de találkozott valamelyik szahábival.